# 스타렛 (영화)
《스타렛》(Starlet)은 2012년 공개된 미국의 드라마 영화이다. 숀 베이커 감독이 연출했다.

## 줄거리
21살의 제인은 룸메이트 커플과 함께 살며, '스타렛'이라는 이름의 치와와를 키우고 있다. 변화를 갈망하던 제인은 동네 중고 장터에서 가구를 사던 중, 낡은 보온병을 구입하게 된다. 집으로 돌아와 보온병을 열어보니 그 안에는 많은 돈이 숨겨져 있었다. 돈을 발견한 제인은 처음에는 사치품을 구매하며 흥청망청 사용했지만, 결국 돈을 돌려주기 위해 보온병을 팔았던 노인 새디를 찾아간다.
새디는 처음에는 제인에게 냉담하게 대하지만, 제인은 포기하지 않고 새디와 친구가 되기 위해 노력한다. 제인은 새디가 파리를 늘 동경했지만 가본 적이 없다는 사실을 알게 되고, 남편과 사별 후 자녀 없이 외롭게 지내온 새디에게 깊은 연민을 느낀다. 한편 제인은 성인 영화 배우로 일하고 있었는데, 동료인 룸메이트 멜리사가 해고될 위기에 처하자, 제인은 자신의 영향력을 이용해 멜리사의 해고를 한 달 정직으로 바꾼다.
제인은 보온병에서 발견한 돈으로 멜리사에게 선심을 베풀려 하지만, 멜리사는 돈이 자신에게 쓰이길 바란다. 하지만 제인은 새디와 함께 파리에 가기 위해 돈을 쓰기로 결심하고, 멜리사에게 분노를 산다. 멜리사는 제인을 집에서 쫓아내고, 복수심에 새디에게 제인이 돈을 훔쳤다는 사실을 폭로한다.
충격을 받은 새디는 여행을 포기하려 했지만, 결국 마음을 바꿔 파리행을 결심한다. 공항으로 향하기 전, 제인은 새디의 부탁으로 새디의 남편 무덤에 들른다. 그곳에서 제인은 새디의 딸이 젊은 나이에 사망했다는 사실을 알게 되고, 복잡한 감정을 느낀 채 함께 파리로 떠난다.

## 출연
- 드리 헤밍웨이 - 제인 / 테스 역
- 버세드카 존슨 - 세이디 역
- 스텔라 매브 - 멀리사 역
- 제임스 랜손 - 마이키 역
- 캐런 커래굴리언 - 아라시 역
- 마이클 에이드리엔 오헤이건 - 재니스 역